# Aktiv substans
Aktiv substans är det ämne i ett läkemedel, naturläkemedel eller annan produkt som ger dess medicinska effekt. Ett preparat kan ha flera aktiva substanser, till exempel Treo som innehåller acetylsalicylsyra och koffein. Naturläkemedel, som Johannesört-preparat, har ofta flera olika aktiva substanser och det är ibland oklart vilken eller vilka som ger den önskade effekten.
Läkemedel innehåller förutom den aktiva substansen olika hjälpämnen för att hjälpa den aktiva substansen in i kroppen. Läran om hur aktiva substanser formuleras till färdiga läkemedelsformer kallas galenisk farmaci.